# Lucien Pénat
Éloi Lucien Pénat, né à Vallon-en-Sully le 1er décembre 1873 et mort à Paris le 23 octobre 1955, est un peintre et graveur français.

## Biographie
Lucien Pénat est le second fils de Y. Pénat, cafetier marchand de vin à Vallon-en-Sully, dans l'Allier. Il fréquente l'école d'Hérisson qu'Henri Harpignies, rendit célèbre en y créant l'École de l'Aumance de 1870 à 1878. Lucien Pénat y fréquente des peintres comme Léon Bonnat, Édouard Detaille et surtout le peintre aquarelliste et graveur Fernand Combes.
Il suit les cours de dessin technique que dispense l'instituteur Désoyard qui lui apprend le levé de plan, le croquis coté et le lavis. Il aime à dessiner des vues de paysages urbains. Ses gravures sont d'une grande minutie, créant les parties sombres à partir d'un maillage très serré et non de hachures.
Ses proches finissent, non sans difficulté, par convaincre le père de le laisser entrer à l'École nationale supérieure d'art de Bourges que dirige le peintre Costard et le sculpteur Charles Pêtre. Après deux ans et demi d'apprentissage, il obtient le grand prix du ministère de l'Instruction publique. Il reçoit pendant cinq années une bourse de 500 francs du conseil général de l'Allier, grâce à l'appui de la ville de Montluçon, et bénéficie du legs Robichon décerné à l'artiste ayant produit l'œuvre la plus méritante et qui s'élève à 900 francs.
Il est admis dans l'atelier du graveur Jules Jacquet à l'École des beaux-arts de Paris et fréquente également l'atelier de Léon Bonnat.
Il se fait connaître dans sa région en exposant dans sa maison rue Denis Papin à Bourges. La ville de Commentry lui passe commande pour la salle d'honneur de l'hôtel de ville d'une copie de La Liberté guidant le Peuple  d'Eugène Delacroix. Son père meurt en 1894.
Il obtient en 1902 le premier grand prix de Rome en gravure et va faire un séjour de quatre années à la villa Médicis, parcourant l'Italie à la découverte de la basilique Saint-Marc à Venise, Naples et son musée archéologique des bronzes antiques. Il passe également deux mois en Espagne, visitant et croquant l'Alhambra de Grenade, Ségovie, Séville, puis rentre à Paris.
Il part pour le Maroc, et se tourne vers l'orientalisme en vogue dans cette seconde partie du XIXe siècle. Il rentre à Paris et voyage dans sa région natale. En 1910, il devient le plus jeune membre du jury du Salon des artistes français et il est classé hors-concours.
Vice-président de la Société des artistes graveurs au burin, il est en 1911 un des membres fondateurs de la Société de la gravure originale en noir.
De 1934 à 1944, il est professeur à l'École des beaux-arts de Paris. En 1937, il devient chef d'atelier de gravure en taille-douce. Il devient membre des commissions au jury de l'école et du jury de l'Académie des beaux-arts. Désireux de perpétuer sa mémoire, il envisage en 1918 de faire un don au musée de Montluçon par l'intermédiaire de son ami Marx Dormoy, maire de la ville.

## Œuvres dans des collections publiques
- Aurillac, musée d'art et d'archéologie
- Commentry, hôtel de ville, salon d'honneur : La Liberté guidant le Peuple d'après Eugène Delacroix, fusain ;
- Montluçon , Villa de la Louvière :
  - Louise Pénat, mère de l'artiste, pastel ;
  - Porte à Salers, pastel ;
  - Vieilles maisons sur le Lot à Espalion, pierre noire, craie de couleurs ;
  - Tête de femme penchée, au corsage blanc, pastel ;
  - L'atelier de chargement à l'usine de pyrotechnie, pastel ;
  - Intérieur de l'église de Gerbéviller, pastel ;
  - Ruines de maisons à Gerbéviller, pastel ;
  - Quatre Aveugles conduits par un Enfant, 1905, eau-forte réalisée à Tanger ;
  - L'Aveugle et le Paralytique, Tanger, vers 1905, eau-forte ;
  - La Leçon de plein air  (1912), eau-forte ;
  - Intérieur bourbonnais (avant 1931), eau-forte ;
  - L'Exode, guerre de 1940 (1940), eau-forte ;
  - Autoportrait, eau forte ;
  - Femme à la coiffe, eau-forte ;
  - Montluçon, les vieux toits eau-forte ;
  - Montluçon, le four Siemens eau-forte ;
  - Montluçon, rue Saint-Roch eau-forte ;
  - Montluçon, vieille porte eau-forte ;
  - Montluçon, Place des Sabots eau-forte ;
  - Les piqueurs de four aux usines Saint-Jacques à Montluçon, eau-forte ;
  - Montluçon, Place Saint-Pierre, eau-forte ;
- Paris, département des Estampes et de la Photographie de la Bibliothèque nationale de France : onze gravures ;
- Paris, École nationale supérieure des beaux-arts[1] :
  - Portrait d'homme, estampe ;
  - Portrait de vieille femme en fichu, estampe ;
  - Vue d'une place de village, estampe ;
  - Étude académique gravée d'après nature, estampe ;
  - Étude d'après nature d'un homme debout, main gauche sur une hanche et main droite légèrement relevée, estampe ;
  - Portrait d'après Lorenzo Lotto, estampe.
- Salers, musée[2] :
  - Femme à la coiffe, eau-forte ;
  - Intérieur de la maison Chevalier, eau-forte.

## Salons
- Salon des artistes français :
  - 1896, mention honorable ;
  - 1909, médaille de deuxième classe ;
  - 1910, classé hors-concours ;
  - 1913, Vieille rue à Montluçon, estampe ;
- 1929, Salon des artistes Bourbonnais à Vichy ;
- Salon artistique du Cantal.

## Expositions
- 1998, « Lucien Pénat, peintre et graveur (1873-1955) », musée de Saint-Pourçain-sur-Sioule ;
- 2007, « Exposition Lucien Pénat » à Saint-Germain-des-Fossés ;
- 2008-2009, « Exposition Lucien Pénat » au château de Bien-Assis à Montluçon : une quarantaine d'œuvres de l'artiste.

## Élèves
- Paul Guimezanès

## Distinctions

### Récompenses
- 1896, mention honorable au Salon des artistes français ;
- 1897, 2e puis 1er prix du concours Chenavard pour La Femme à la coiffe ;
- 1897, 3e au prix de Rome ;
- 1898, 2e prix de Rome ;
- 1902, prix de la Société française de gravure décerné par l'Académie des beaux-arts ;
- 1902, premier grand prix de Rome de gravure pour Étude d'après nature d'un homme debout, main gauche sur une hanche et main droite légèrement relevée[3] ;
- 1908, première médaille pour ses travaux de 4e année, dont une Danæ d'après Corrège ;
- 1909, médaille de deuxième classe au Salon des artistes français.

### Décorations
- 1926,  Chevalier de la Légion d'honneur ;
- 1938,  Officier de la Légion d'honneur.

### Hommages
La ville de Montluçon a donné son nom à une rue de la ville, et une salle du musée municipal porte son nom.